# International Gold Cup 1969
International Gold Cup 1969 je četrta in zadnja neprvenstvena dirka Formule 1 v sezoni 1969. Odvijala se je 16. avgusta 1969 na angleškem dirkališču Oulton Park v Cheshiru. Na dirki so nastopili tudi dirkači Formule 2 in Formule 5000.

## Dirka
Rdeče ozadje - Formula 2, modro ozadje - Formula 5000.
| Poz | Št | Dirkač            | Dirkalnik         | Krogi | Čas/Odstop     | Št. m. |
| --- | -- | ----------------- | ----------------- | ----- | -------------- | ------ |
| 1   | 6  | Jacky Ickx        | Brabham-Cosworth  | 40    | 1:00:28,6      | 2      |
| 2   | 2  | Jochen Rindt      | Lotus-Cosworth    | 40    | + 1:22,2       | 4      |
| 3   | 17 | Andrea de Adamich | Surtees-Chevrolet | 39    | +1 krog        | 5      |
| 4   | 18 | Trevor Taylor     | Surtees-Chevrolet | 39    | +1 krog        | 8      |
| 5   | 16 | Mike Hailwood     | Lola-Chevrolet    | 39    | +1 krog        | 9      |
| 6   | 20 | Alan Rollinson    | Brabham-Cosworth  | 38    | +2 kroga       | 12     |
| 7   | 15 | Mike Walker       | Lola-Chevrolet    | 38    | +2 kroga       | 11     |
| 8   | 19 | Keith Holland     | Lola-Chevrolet    | 38    | +2 kroga       | 13     |
| 9   | 4  | Jackie Stewart    | Matra-Cosworth    | 37    | +3 krogi       | 1      |
| 10  | 11 | Silvio Moser      | Brabham-Cosworth  | 30    | +10 krogov     | 7      |
| Ods | 1  | Graham Hill       | Lotus-Ford        | 36    | Motor          | 10     |
| Ods | 14 | Jackie Oliver     | Lola-Chevrolet    | 13    | Glavno tesnilo | 6      |
| Ods | 10 | Charles Lucas     | BRM               | 5     | Vžig           | 14     |
| Ods | 12 | William Forbes    | Lola-Chevrolet    | 1     | Zavrten        | 15     |
| DNS | 9  | Jo Bonnier        | Lotus-Cosworth    | 0     | Trčenje        | 3      |